# Petrus Hendriksz

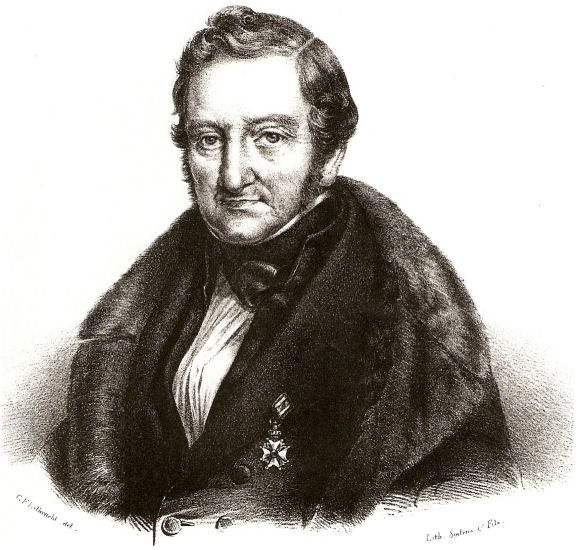
Petrus Hendriksz

Pieter (Petrus) Hendriksz (Enkhuizen, 20 augustus 1779 – Stompwijk, 26 oktober 1843), was een Nederlandse arts en hoogleraar.

## Heelkunde
Hendriksz werd geboren als zoon van Anthonius Petrus Hendriksz en Adriana de Lange. Zijn eerste onderwijs kreeg hij in Gouda, waar hij heelkunde leerde en in 1794 als chirurgijn van de 3e klasse werd toegelaten. In 1799 was hij heelmeester bij de bezetting van Noord-Holland.
In 1802 werd Hendriksz ingeschreven aan de universiteit in Groningen. Het jaar daarop trouwde hij met Maria Petronella Quaestius (1777-1838), dochter van de plaatselijke chirurgijn Mento Questius. Hendriksz was in die tijd hulp-chirurgijn onder de zesde compagnie van het zesde bataljon van de Bataafsche Artillerie.
Hendriksz werd in 1810 belast met het onderwijs in de heelkunde aan het Academisch Gasthuis aan de Munnikeholm (voorloper van het UMCG). Hij nam ontslag uit het leger, waar hij inmiddels de rang van chirurgijn-majoor had bereikt. Op 16 oktober 1815 werd Hendriksz door koning Willem I benoemd tot lector aan de Academie en van 1819-1832 was hij hoogleraar in de heel- en vroedkunde.

## Zuiderburg
In 1832 vroeg Hendriksz ontslag aan als hoogleraar. Hij vestigde zich op zijn buitenverblijf Zuiderburg bij het Zuid-Hollandse Stompwijk. Hij zette zich hier in voor de verpleging van oogziekten en andere interessante medische gevallen. Zijn zoons Mento Anthonie en Wybrandus, die beiden chirurgijn waren, stonden hem hierin bij. Zuiderburg kan worden beschouwd als de eerste grote privékliniek in Nederland. Hendriksz zette hier ook een pathologisch anatomisch museum op. Zijn buitenplaats was omringd door een groot park met waterpartijen waarin eilandjes lagen waarop Indiase bamboehutten waren gebouwd, en met een kunstmatige grot en serres met exotische planten.
Hendriksz publiceerde meerdere medische artikelen en boeken, waaronder zijn Oordeelkundige beschrijving van eenige der voornaamste heelkundige operatieën, verrigt in het Nosocomium Academicum te Groningen van nov. 1810 tot nov. 1815.
Hendriksz was ridder in de Orde van de Nederlandse Leeuw. Hij overleed op zijn buitenverblijf in Stompwijk.
In 1921 besloot de gemeenteraad van Groningen een van de straten in de Professorenbuurt (in de Korrewegwijk) te vernoemen naar prof. dr. Petrus Hendriksz.